# Tomás de Berlanga
Fray Tomás de Berlanga (1487-1551), spansk biskop i Panama. I 1535 under en rejse fra Panama til Peru kom hans skib ud af kurs og han opdagede ved et tilfælde Galapagosøerne.